# Zielonowo (Stawiguda)
Zielonowo (deutsch Grünau) ist ein Dorf in der polnischen Woiwodschaft Ermland-Masuren. Es gehört zur Gmina Stawiguda (Landgemeinde Stabigotten) im Powiat Olsztyński (Kreis Allenstein).

## Geographische Lage
Zielonowo liegt am Westufer des Großen Plautziger Sees (polnisch Jezioro Pluszne Wielkie) im Südwesten der Woiwodschaft Ermland-Masuren, 21 Kilometer südlich der Kreisstadt Olsztyn (deutsch Allenstein).

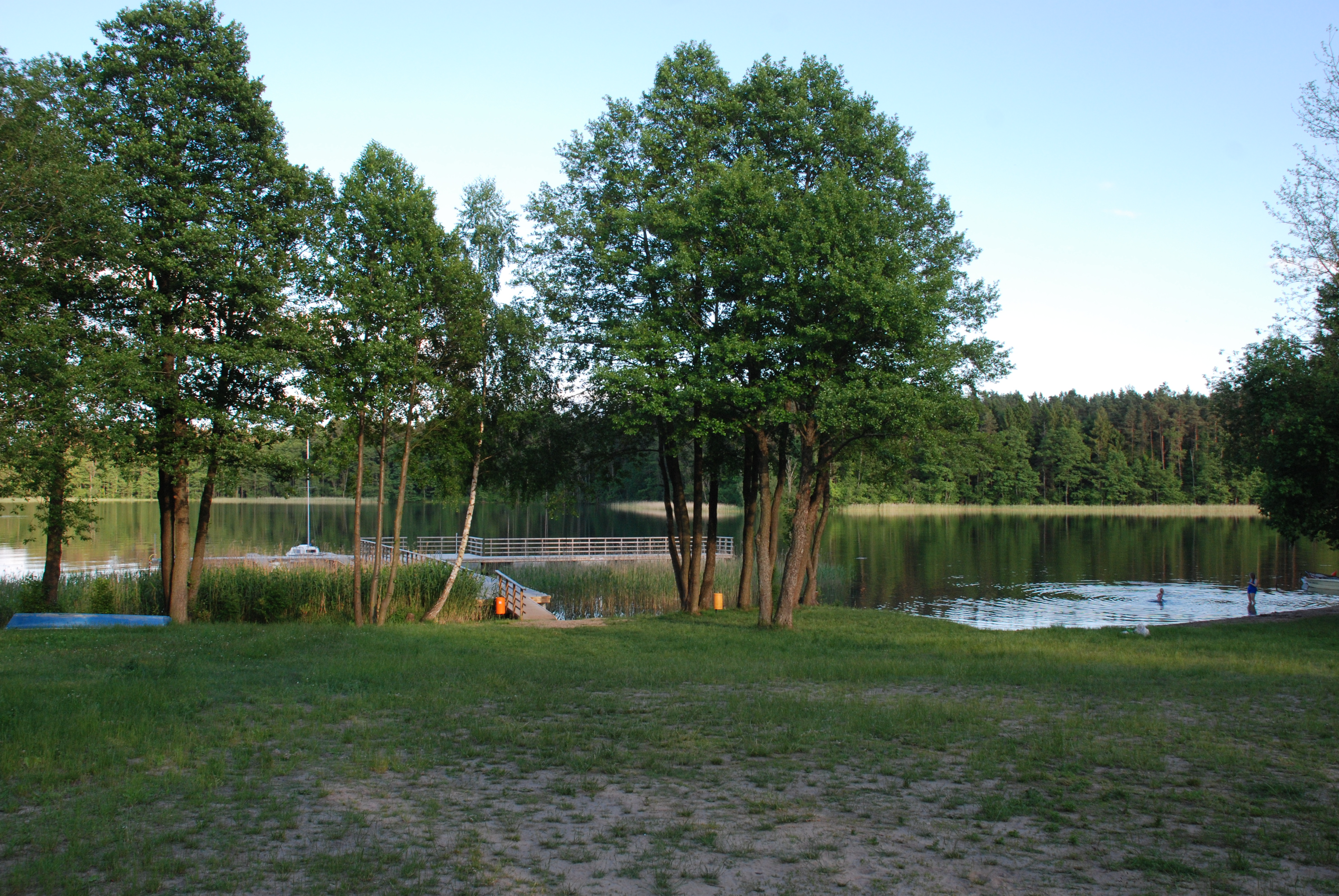
See-Badestelle bei Zielonowo

|  |

## Geschichte
Das einstige Grünau besteht in seinem Kern aus mehreren kleinen Höfen und Gehöften. Im Jahre 1857 wird der Ort als „Erbpachtsdorf“ bezeichnet. 1874 kam das Dorf als Landgemeinde zum Amtsbezirk Grieslienen (polnisch Gryźliny) im Kreis Allenstein und wurde nach 1908 in die Gemeinde Honigswalde (bis 1908 Mniodowko, polnisch Miodówko) eingegliedert.
In Kriegsfolge wurde 1945 das gesamte südliche Ostpreußen an Polen abgetreten – und somit auch Grünau. Das Dorf erhielt die polnische Namensform „Zielonowo“ und ist heute eine Ortschaft im Verbund der Landgemeinde Stawiguda (Stabigotten) im Powiat Olsztyński (Kreis Allenstein), bis 1998 der Woiwodschaft Olsztyn, seither der Woiwodschaft Ermland-Masuren zugehörig.

## Kirche
Bis 1945 war Grünau in die evangelische Kirche Hohenstein i. Ostpr. in der Kirchenprovinz Ostpreußen der Kirche der Altpreußischen Union, außerdem in die römisch-katholische Kirche Grieslienen (polnisch Gryźliny) eingepfarrt.
Heute gehört Zielonowo katholischerseits weiterhin zur Pfarrkirche in Gryźliny im jetzigen Erzbistum Ermland, evangelischerseits zur Kirchengemeinde Olsztynek (Hohenstein i. Ostpr.), einer Filialgemeinde der Christus-Erlöser-Kirche Olsztyn in der Diözese Masuren der Evangelisch-Augsburgischen Kirche in Polen.

## Verkehr
Zielonowo ist über eine Nebenstraße von Gryźliny an der Schnellstraße 51 aus zu erreichen. Die nächste Bahnstation ist Gryźliny. Sie liegt an der Bahnstrecke Działdowo–Olsztyn (Soldau–Allenstein).